# Pinalia dasypus
Pinalia dasypus är en orkidéart som först beskrevs av Heinrich Gustav Reichenbach, och fick sitt nu gällande namn av Carl Ernst Otto Kuntze. Pinalia dasypus ingår i släktet Pinalia och familjen orkidéer.
Artens utbredningsområde är Burma. Inga underarter finns listade i Catalogue of Life.

## Bildgalleri

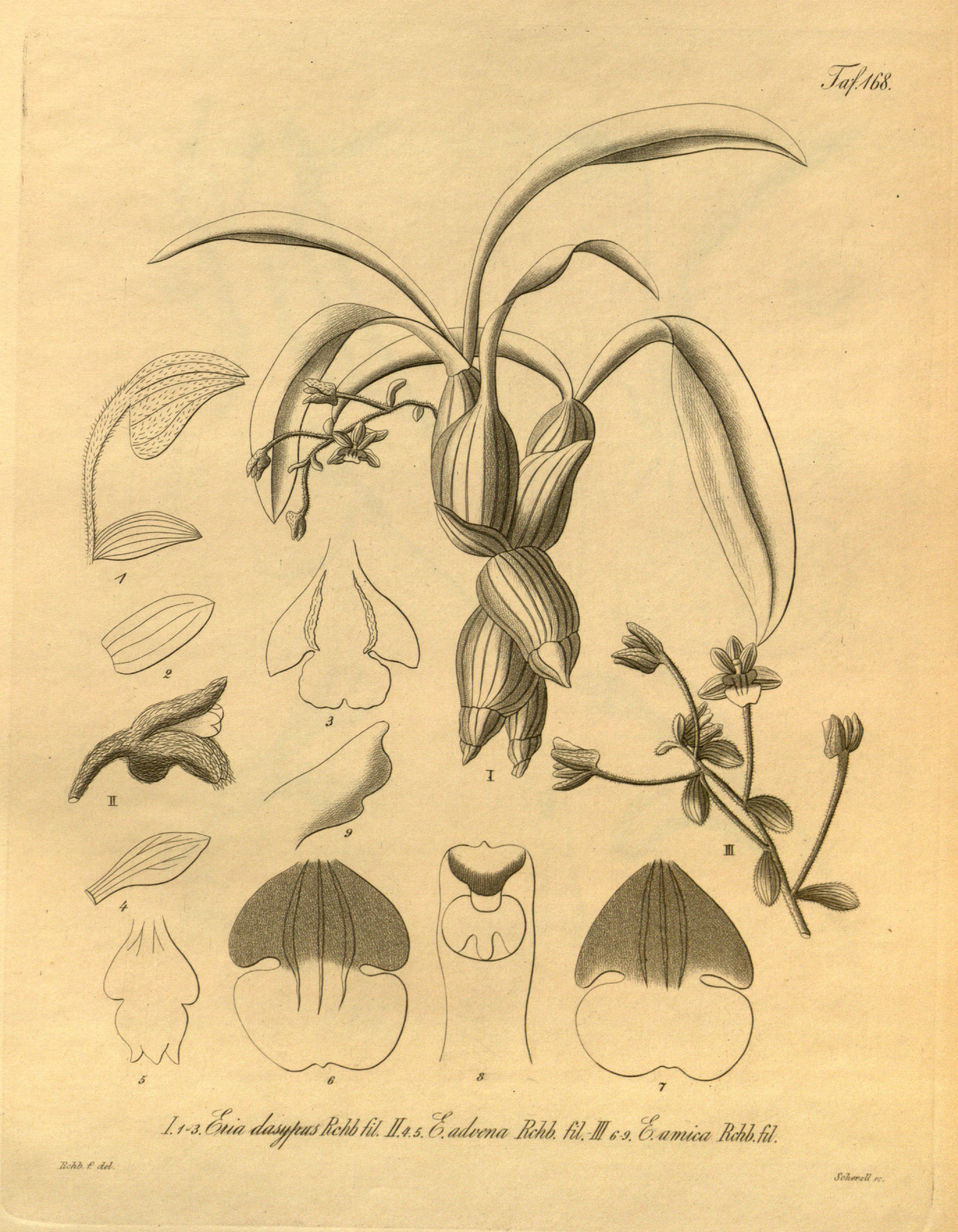